# Hogna ternetzi
Hogna ternetzi là một loài nhện trong họ Lycosidae.
Loài này thuộc chi Hogna. Hogna ternetzi được Cândido Firmino de Mello-Leitão miêu tả năm 1939.